# Euptychia eurytus
Euptychia eurytus är en fjärilsart som beskrevs av Fabricius 1775. Euptychia eurytus ingår i släktet Euptychia och familjen praktfjärilar. Inga underarter finns listade i Catalogue of Life.